# Niederalpl
Niederalpl est un col situé entre Wegscheid et Mürzsteg, situé à 1 221 mètres d'altitude dans le nord-est du Land de Styrie en Autriche.
Snowpark-Niederalpl est également une petite station de ski.